# الاتحاد الأمريكي للحريات المدنية ضد وكالة الأمن القومي

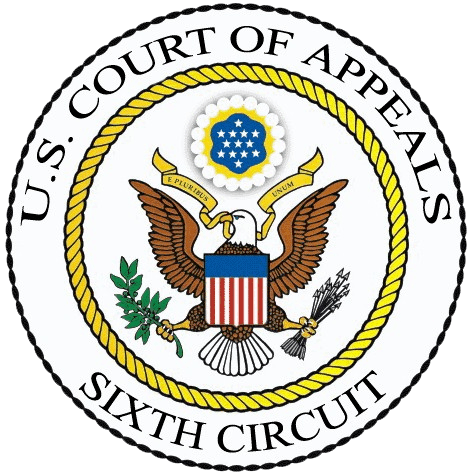

الاتحاد الأمريكي للحريات المدنية ضد وكالة الأمن القومي ،American Civil Liberties Union v. National Security Agency, 493 F. 3d 644 (6th Cir. 2007)، هي قضية تم البت فيها في 6 يوليو 2007، حيث قضت محكمة الاستئناف الأمريكية للدائرة السادسة بأن المدعين في القضية لم يكونوا قادرين على رفع الدعوى ضد وكالة الأمن القومي (NSA)، لأنهم لم يتمكنوا من تقديم أدلة على أنهم كانوا أهدافا لما يسمى «برنامج مراقبة الإرهاب» (TSP).
في 17 يناير 2006، رفع الاتحاد الأمريكي للحريات المدنية (ACLU) نيابة عنه، وبالنيابة عن ثلاث منظمات أخرى وخمسة أفراد، دعوى قضائية ضد وكالة الأمن القومي (NSA) في محكمة مقاطعة الولايات المتحدة للمنطقة الشرقية من ميشيغان، سعيا للحصول على حكم إعلاني وإغاثة قضائية بحجة أن TSP غير دستوري وانتهاك للقانون الاتحادي. وجادلت الحكومة بأنه ينبغي رفض الدعوى القضائية أو بدلا من ذلك منحها حكما مستعجلا استنادا إلى امتياز أسرار الدولة وعدم وجود مكانة للمدعين. .
في 17 أغسطس 2006، أصدرت قاضية المحكمة المحلية آنا ديغز تايلور حكما موجزا للمدعين، وقضت بأن TSP التي تنطوي على وجه التحديد «الاتصالات الهاتفية والإنترنت الدولية للعديد من الأشخاص والمنظمات» داخل الولايات المتحدة الأمريكية، غير دستورية وغير قانونية، وأمرت بوقفها على الفور. بقيت لها من أجل البت في الطعن. لم تحكم في قاعدة بيانات NSA المزعومة لسجلات تفاصيل المكالمات المحلية، مستشهدة بامتياز أسرار الدولة. .
في 31 يناير 2007, السادس في دائرة محكمة الاستئناف نقضت محكمة المقاطعة على أساس أن المدعين لا تستطيع أن تثبت أنها قد أو قد يكون تعرض للمراقبة شخصيا، وبالتالي فإنها تفتقر إلى الوقوف أمام المحكمة. غير أن المحكمة أكدت على أن نظام مراقبة الاستخبارات المالية (FISA) والباب الثالث هما الوسيلة الحصرية التي يسمح بها للمراقبة الإلكترونية وأنه لا يمكن لأي ترخيص آخر الامتثال للقانون..
في 19 فبراير 2008، رفضت المحكمة العليا للولايات المتحدة، دون تعليق، استئنافا من اتحاد الحريات المدنية الأمريكي للسماح له بمتابعة دعوى قضائية ضد البرنامج الذي بدأ بعد وقت قصير من هجمات 11 سبتمبر الإرهابية.

## خلفية
بعد 11 سبتمبر 2001 (أو ربما في وقت سابق)، بدأت وكالة الأمن القومي برنامج المخابرات الأجنبية سرية، منذ اسمه برنامج مراقبة الإرهاب، لاعتراض الاتصالات الهاتفية والإنترنت الدولية من العديد من الأشخاص والمنظمات داخل الولايات المتحدة، دون الحصول على أوامر وبالتالي خارج معايير قانون مراقبة الاستخبارات الأجنبية لعام 1978. .
ومن بين المدعين اتحاد الحريات المدنية، ومجلس العلاقات الأمريكية الإسلامية، والرابطة الوطنية لمحامي الدفاع الجنائي، ومنظمة السلام الأخضر إلى جانب خمسة أشخاص من المؤلفين والصحفيين: كريستوفر هيتشنز، وجيمس بامفورد، وتارا ماكيلفي، وعالم الديمقراطية لاري دايموند من جامعة ستانفورد ومؤسسة هوفر، والباحث الأفغاني بارنيت روبن من جامعة نيويورك. وذكروا في شكواهم أن لديهم جميعا تاريخا في التواصل مع الناس في أو من الشرق الأوسط وعلى هذا الأساس كان لديهم «اعتقاد راسخ» بأنهم استهدفوا من قبل TSP ، استنادا إلى المعلومات العامة المتاحة فيما يتعلق بالبرنامج
ACLU v. NSA ، جنبا إلى جنب مع دعوى قضائية منفصلة رفعت في وقت واحد من قبل مركز الحقوق الدستورية، هي الدعاوى القضائية الأولى للطعن في TSP.

## رأي محكمة المقاطعة
كتبت القاضية تايلور رأيا من 44 صفحة و 11 جزءا فحصت فيه مطالبة المدعى عليه بشأن أسرار الدولة والوقوف ومطالبة الرئيس في وقت الحرب. وجد القاضي تايلور أن برنامج مراقبة وكالة الأمن القومي ينتهك القانون التشريعي فيما يتعلق FISA. علاوة على ذلك، خلصت إلى أن برنامج NSA ينتهك الدستور فيما يتعلق بالتعديل الأول والتعديل الرابع وعقيدة الفصل بين السلطات. بقيت القاضية تايلور رأيها الخاص، منعه من سريانه، في انتظار سبتمبر 7 جلسة استماع.
وهذه بعض المقتطفات من رأيها: 

## رد الفعل
أصدر البيت الأبيض بيانا قال فيه: 
وفقا لصحيفة نيويورك تايمز، قال العديد من الخبراء القانونيين، بما في ذلك بعض الذين وافقوا على استنتاجها، إن القرار «أغفل السوابق المهمة، وفشل في إشراك الحجج الرئيسية للحكومة، واستخدم المنطق الدائري، واستبدل شغفه بالتحليل، ولم يقدم حتى أفضل الأسباب لاستنتاجاته الخاصة».
بعض المحللين القانونيين، مثل الكاتب صالون جلين غرينوالد جادل بأن منتقدي المنطق تايلور كانوا مخطئين:
لا يزال آخرون، مثل أستاذ القانون الدستوري بجامعة هارفارد لورانس القبيلة، تولى منصبا وسيطا:
"رأي القاضي تايلور هو طريقة غير عادية بشكل غير عادي ومنسم بشكل مدهش لإرسال الدفاع القانوني لإدارة بوش عن برنامج المراقبة الذي لا يخضع لضمانات وكالة الأمن القومي.... من السهل جدا الإدلاء بملاحظات مهينة حول جودة رأي تايلور، الذي يبدو أنه قد كتب تقريبا أكثر لكزة إصبع في عين الرئيس بدلا من إرضاء التعليق القانوني أو حتى، واحسرتاه، لإقناع لجنة الاستئناف، على الرغم من أنني أتفق بالتأكيد مع الكثيرين الذين يتوقعون ذلك، بينما لا بد من تبني تفكيرها، من المحتمل جدا أن ينجو من مراجعة الاستئناف.»

## محكمة الاستئناف بالدائرة السادسة
وفي 4 تشرين الأول / أكتوبر 2006، أوقفت هيئة مؤلفة من ثلاثة قضاة بالإجماع من محكمة الاستئناف بالدائرة السادسة حكم محكمة المقاطعة ريثما يتم تقييم استئناف الحكومة. في الحكم المكون من ثلاث فقرات، أوضحت المحكمة أنها قررت منح اقتراح الحكومة بالبقاء بعد موازنة احتمال نجاح الاستئناف، والأضرار المحتملة لكلا الجانبين، ومصلحة الجمهور في المرسوم القضائي النهائي 
استمعت محكمة الاستئناف الأمريكية 6th ومقرها سينسيناتي إلى مرافعات شفوية حول استئناف الحكومة في 31 يناير 2007..
في قرار 6 يوليو 2007، ألغت محكمة الدائرة حكم القاضي تايلور في تصويت 2-1. ورفضت الأغلبية الحكم على شرعية البرنامج، وخلصت إلى أن المدعين افتقروا إلى الوقوف لرفع الدعوى.
فيما يلي بعض المقتطفات من قرار المحكمة: 

## المحكمة العليا الأمريكية
في 19 فبراير 2008، رفضت المحكمة العليا الأمريكية التماس اتحاد الحريات المدنية للحصول على أمر من certiorari ، ورفضت الاستماع إلى الاستئناف في القضية. 

## روابط خارجية

### وثائق المحكمة
- الشكوى : ACLU v. NSA ، مقدم من ACLU
- الحكم : ACLU v. NSA ، 438 F. Supp. 2d 754 (ED Mich. 2006) - حكم محكمة المقاطعة بمنح حكم مستعجل للمدعين
- الحكم : ACLU v. NSA ، 493 F.3d 544 (6 Cir. 2007) - رأي الدائرة السادسة، إلغاء الحكم الصادر عن محكمة المقاطعة وتأجيله